# Stazione di Lapio
La stazione di Lapio è una fermata ferroviaria ubicata lungo la linea Avellino-Rocchetta Sant'Antonio. Serve il centro abitato di Lapio, situato a circa 4 km dalla fermata.

## Storia
La fermata, situata nei pressi del ponte Principe sul fiume Calore Irpino, venne attivata insieme alla prima parte della ferrovia da Avellino a Paternopoli il 27 ottobre 1893.
Nel 1982 divenne una fermata impresenziata. Non ha mai avuto un significativo traffico viaggiatori e fu soppressa nel 1986.
L'esercizio ferroviario sulla linea è stato sospeso il 12 dicembre 2010, e riattivato a partire dal 2016 per treni turistici. La fermata di Lapio torna ad essere servita negli anni 2020 da alcuni treni storici di Fondazione FS Italiane.

## Strutture e impianti
La fermata è dotata di un binario passante dotato di marciapiede per il servizio passeggeri.
A causa del terremoto del 1980, che sconvolse le zone dell'Irpinia, il fabbricato viaggiatori venne sostituito con una struttura prefabbricata ancora oggi visibile.

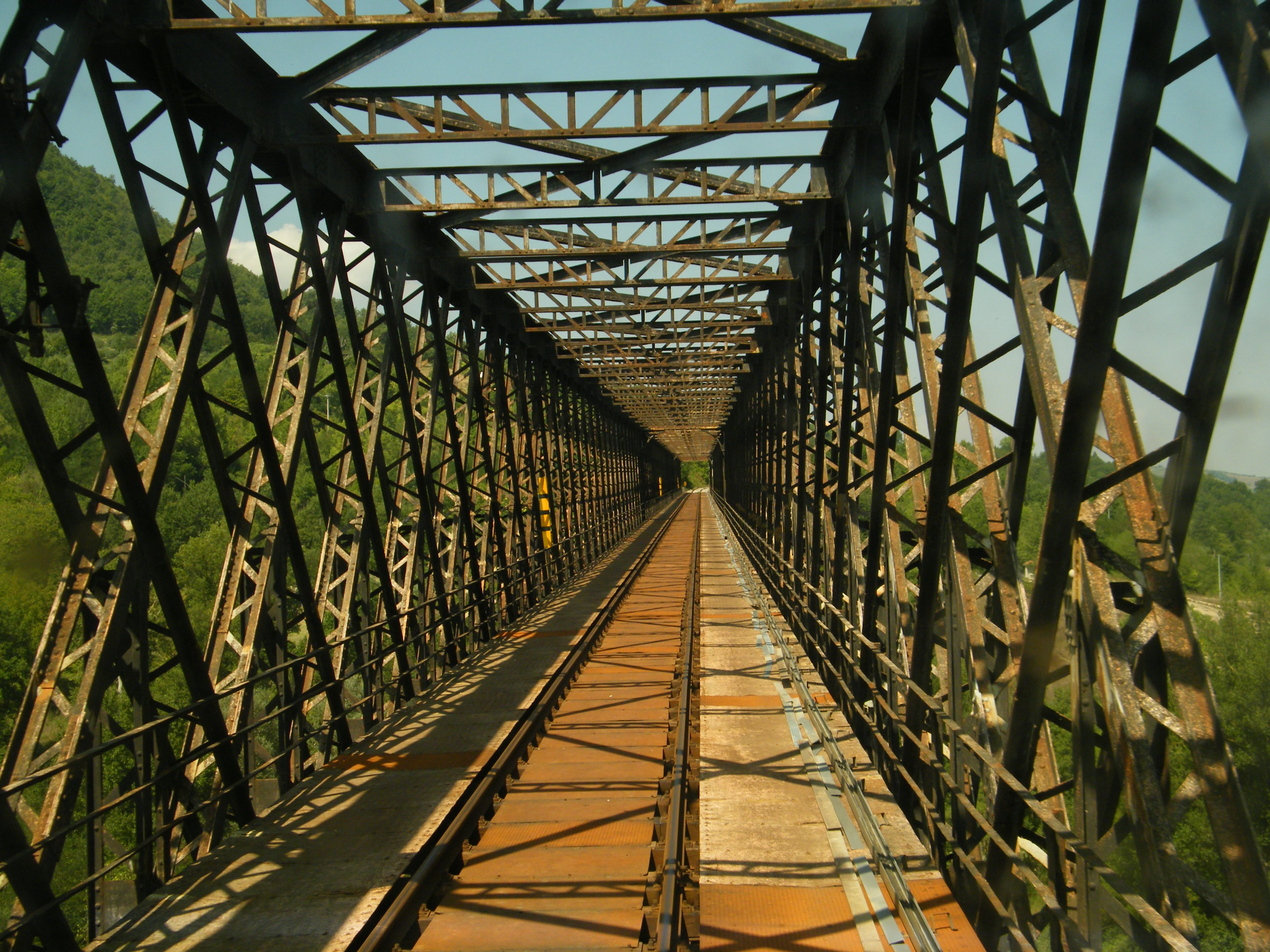
Il Ponte Principe, situato a poca distanza dalla stazione